# Tewor District
Tewor är ett distrikt i Liberia.   Det ligger i regionen Grand Cape Mount County, i den västra delen av landet, 90 km nordväst om huvudstaden Monrovia.